# Biuretprovet

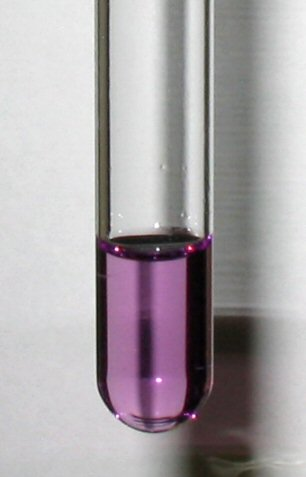
Den karakteristiska färgen hos ett positivt biuretprov.

Biuretprovet är en metod för att påvisa peptidbindningar som finns i proteiner och peptider. Provet är baserat på reaktionen mellan kopparjoner och peptidbindningar i en alkalisk lösning. En violett färgreaktion tyder på närvaron av proteiner, eftersom de har stora mängder peptidbindningar. Reaktionen observerades första gången 1833. I Polen är biurettestet även känt som Piotrowskis test för att hedra den polske fysiologen Gustaw Piotrowski som självständigt återupptäckte det 1857. Flera varianter av testet har utvecklats, till exempel BCA-testet och det modifierade Lowry-testet.

## Biuretreagens
Provet består i att en lösning av natriumhydroxid (NaOH) eller kaliumhydroxid (KOH), koppar(II)sulfat (CuSO4) samt dubbelsaltet natriumkaliumtartrat (KNaC4H4O6), varav det senare tillsätts för att kelatera och därmed stabilisera koppar(II)jonerna. Reaktionen av kopparjonerna med kväveatomerna involverade i peptidbindningar leder till förskjutning av peptidväteatomerna under de alkaliska förhållandena. En tri- eller tetradentat kelering med peptidkvävet producerar den karakteristiska färgen, som normalt är blå, men färgas violett när det reagerar med proteiner och rosa när det reagerar med mindre peptider. Provet har egentligen inget med biuret att göra annat än att biuret är den enklaste peptiden som kan påvisas med provet.
Den blå/lila färgen uppstår när aminogrupperna -NH- i proteinet tillsammans med koppar(II) bildar ett basiskt blått komplex [Cu(-NH-)4]2+, som dock ibland kan vara genomskinligt.
Biuretprovet liknar Trommers prov på reducerande sockerarter, i det att bägge bygger på färgförändringar när kopparjoner är komplexbundna.

## Högkänsliga varianter av biurettestet
Två stora modifieringar av biurettestet används vanligtvis i modern kolorimetrisk analys av peptider: bicinchoninsyra (BCA)-analysen och Lowry-analysen. I dessa tester reagerar Cu+ som bildas under biuretreaktionen ytterligare med andra reagens, vilket leder till en djupare färg.
I BCA-testet bildar Cu+ ett djupt lila komplex med bicinchoninsyra (BCA), som absorberar runt 562 nm, vilket ger den lila signaturfärg. Det vattenlösliga BCA/kopparkomplexet absorberar mycket starkare än peptid/kopparkomplexet, vilket ökar biurettestets känslighet med en faktor på cirka 100. BCA-analysen gör det möjligt att detektera proteiner i intervallet 0,0005 till 2 mg/ml. Dessutom ger BCA-proteinanalysen den viktiga fördelen av kompatibilitet med ämnen som upp till 5 procent är ytaktiva ämnen i proteinprover.
I Lowry-proteinanalysen oxideras Cu+ tillbaka till Cu2+ av MoVI i Folin-Ciocalteu-reagenset, som bildar molybdenblått (Mo IV ). Tyrosinrester i proteinet bildar också molybdenblått under dessa omständigheter. Molybdenblått kan i sin tur binda vissa organiska färgämnen som malakitgrönt och Auramine O, vilket resulterar i ytterligare förstärkning av signalen.